# Tioung
Le Tioung (en russe : Тюнг - en Yakoute Түҥ (Tüng)) est  une rivière de Russie, affluent gauche du Viliouï (bassin de la Léna), qui coule en Sibérie centrale dans la République de Sakha.

## Géographie
Le Tioung a une longueur de 1 092 kilomètres. Son bassin versant a une superficie de 49 800 km2 (surface comparable à la Slovaquie). Son débit moyen à l'embouchure est de 155 m3/s.
Le Tioung prend naissance dans une zone presque tout à fait dépeuplée du nord-ouest de la République de Sakha, sur le rebord nord-est du plateau de Sibérie centrale, un peu au nord du cercle polaire. Après sa naissance, il adopte d'abord la direction de l'est. À mi-chemin, la rivière effectue une très large courbe vers la droite qui la mène en direction du sud. Le Tioung coule alors plus ou moins parallèlement aux rivières Markha et Tioukian (Тюкян), à l'est de cette dernière. Il finit ainsi par confluer avec le Viliouï en rive gauche, aux abords de la ville de Viliouïsk.

## Le gel
La rivière est prise par les glaces dès le mois d'octobre. Elle reste gelée jusqu'à la deuxième quinzaine de mai, voire début juin.
Comme la plupart des rivières du Sakha, le bassin versant du Tioung repose totalement sur un épais manteau de sol gelé en permanence ou pergélisol.

## Hydrométrie - Les débits mensuels à Ougouliatsy
Le débit du Tioung a été observé pendant 37 ans (sur la période 1959 à 1996) à Ougouliatsy, petite localité située à 274 kilomètres de son point de confluence avec le Viliouï à 123 mètres d'altitude.
Le débit inter annuel moyen ou module observé à Ougouliatsy, durant cette période était de 125 m3/s pour une surface étudiée de 37 000 km2, soit 75 % de la totalité du bassin versant de la rivière qui en compte 49 800.
La lame d'eau écoulée dans ce bassin se monte ainsi à 107 millimètres par an, ce qui peut être considéré comme modéré, mais correspond aux observations effectuées sur les autres cours d'eau du bassin du Viliouï.
Cours d'eau alimenté par la fonte des neiges, mais aussi par les pluies d'été et d'automne arrosant surtout son haut bassin, le Tioung a un régime nivo-pluvial.
Les hautes eaux se déroulent au printemps, de fin mai à début juillet, avec un sommet très élevé en juin, ce qui correspond au dégel et à la fonte des neiges du bassin. Au mois de juillet, le débit baisse fortement, puis il se stabilise jusque fin septembre.
Au mois d'octobre, le débit de la rivière s'effondre littéralement sous l'effet de l'hiver naissant, ce qui mène à la période des basses eaux. Celle-ci a lieu de début octobre à début mai.
Le débit moyen mensuel observé de février à avril (minimum d'étiage) est réduit à sa plus simple expression avec pas plus de 0,01 m3/s, soit 10 litres par seconde et souvent zéro. Par contre le débit moyen du mois de juin atteint 741 m3/s, ce qui souligne l'amplitude extrême des variations saisonnières, même dans le contexte sibérien où les écarts sont souvent très importants. Ces écarts de débit mensuel peuvent être encore plus marqués d'après les années. Ainsi sur la durée d'observation de 37 ans, le débit mensuel minimal a été de 0,00 m3/s à de nombreuses reprises entre décembre et avril, tandis que le débit mensuel maximal s'élevait à 1 530 m3/s en juin 1989.
En ce qui concerne la période estivale, libre de glaces (de juin à septembre inclus), le débit minimal observé a été de 1,36 m3/s en septembre 1981 et de 1,64 en août 1967, ce qui implique des étiages d'été parfois très sévères eux aussi.